# ايليني فوريرا
ايليني فوريرا (بالألبانية: Eleni Foureira‏) (باليونانية: Ελένη Φουρέιρα؛ ولدت 7 مارس 1987) فنان تسجيل يونانية، وممثلة وراقصة، ومصممة أزياء بدأت حياتها المهنية الموسيقية في عام 2007 كعضو في مجموعة Mystique للفتيات اليونانيات، قبل أن تتابع مسيرتها المهنية الفردية بعد أن حُلّت الفرقة في عام 2009.

## حياتها الشخصية
منذ عام 2016 ، كان فونيرا على علاقة مع لاعب كرة القدم الإسباني ألبرتو بوتيا.

## وصلات خارجية
- ايليني فوريرا على موقع IMDb (الإنجليزية)
- ايليني فوريرا على موقع ميوزك برينز (الإنجليزية)
- ايليني فوريرا على موقع أول ميوزيك (الإنجليزية)
- ايليني فوريرا على موقع ديسكوغز (الإنجليزية)
- ايليني فوريرا على موقع قاعدة بيانات الفيلم (الإنجليزية)
- الموقع الرسمي